# Mięśnie glistowate ręki

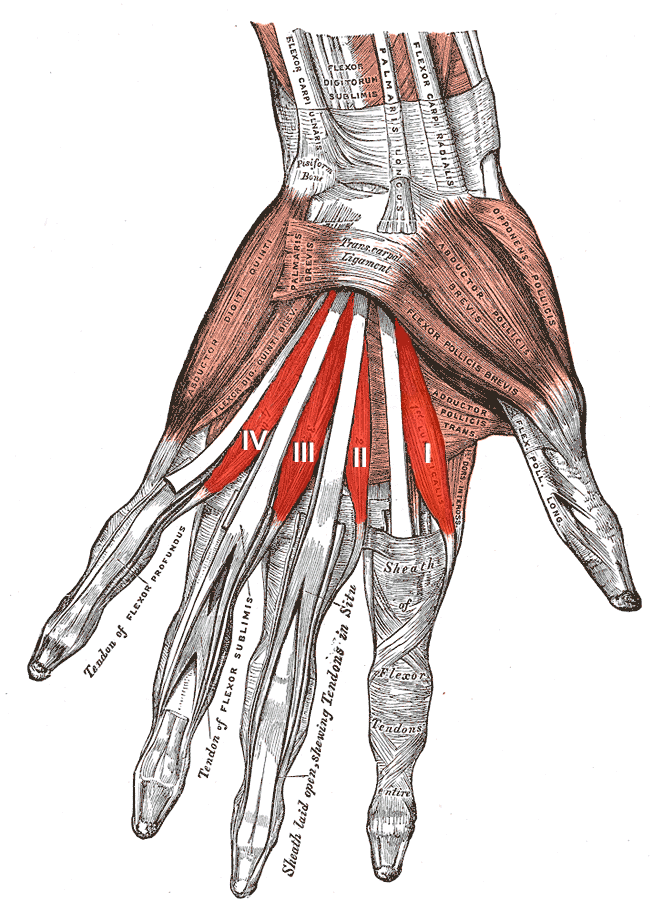
Mięśnie glistowate ręki oznaczone na czerwono

Mięśnie glistowate (łac. musculi lumbricales) – w anatomii człowieka cztery małe, podłużne mięśnie należące do grupy krótkich mięśni ręki, położone w okolicy środkowej dłoni (między kłębem a kłębikiem).
Wszystkie cztery zaczynają się przy ścięgnach zginacza głębokiego palców. Dwa mięśnie glistowate po stronie promieniowej rozpoczynają się na brzegach promieniowych ścięgien kierujących się do palca II i III, natomiast dwa pozostałe mięśnie glistowate po stronie łokciowej mają po dwie głowy i każdy z nich zaczyna się na dwóch sąsiednich ścięgnach (kierujących się odpowiednio do palca III i IV oraz do palca IV i V). Mięśnie kierując się ku tym czterem palcom przechodzą w wąskie ścięgna położone po stronie dłoniowej od więzadeł poprzecznych głębokich śródręcza. Wnikają od strony promieniowej w rozcięgno grzbietowe na wysokości paliczków bliższych II, III, IV i V palca.
Mięśnie glistowate boczne (I i II) unerwione są przez nerw pośrodkowy, a mięśnie przyśrodkowe (III i IV) – przez gałąź głęboką nerwu łokciowego. Wszystkie unaczynione są przez łuk dłoniowy powierzchowny.
Ich funkcją jest zginanie palców II, III, IV i V w stawach śródręczno-paliczkowych oraz prostowanie ich w stawach międzypaliczkowych.
Mięśnie glistowate nie u wszystkich ssaków występują; np. u przeżuwaczy ich brak.